# Péterfi István (botanikus)
Péterfi István (Déva, 1906. március 8. – Mexikóváros, 1978. május 6.) erdélyi magyar botanikus. Péterfi Márton fia, Péterfi Leontin István apja.

## Életútja
Középiskoláit a kolozsvári piarista gimnáziumban végezte (1924); az I. Ferdinánd Egyetem Természettudományi Karán szerzett egyetemi diplomát (1929) és ugyanott doktorált (1933). Tudományos pályáját az egyetem Általános Növénytani Intézetében kezdte; 1927-től gyakornok, 1936-tól egyetemi tanársegéd előbb a román, 1940-től a Kolozsvárra visszatért Ferenc József Tudományegyetemen. 1943–44-ben előadótanár, majd a Bolyai Tudományegyetem, az egyesítés után a Babeș–Bolyai Egyetem növényélettani tanszékén professzor. 1959–76 között a Babeș–Bolyai Egyetem prorektora. 1968 és 1978 között, tíz éven át Románia Államtanácsának alelnöke. A biológiai tudományok doktora; a Román Tudományos Akadémiának 1955-től levelező, 1963-tól rendes tagja, 1974–78 között alelnöke. Tagja a Skandináviai Növényélettani Társaságnak, a Német Növényélettani Társaságnak és a Nemzetközi Fikológiai Társaságnak.
Az Acta Bolyai szerkesztője (1947); a Studia Universitatis Babeș–Bolyai felelős szerkesztője (1959–78); a Korunk szerkesztőbizottságának tagja (1957-62).

## Munkássága
Első tudományos dolgozatait Ion Grințescuval (Contribution ŕ l’étude des algues vertes en Roumanie. Revue d’Algologie 1932/6), egy egyetemi jegyzetét (Elemente de fiziologie vegetală. Kolozsvár 1933) E. Reimesch-sel közösen közölte. Magyarul első tudományos dolgozata A Gyalui havasok Staurastrum-fajai címmel az EME Múzeumi Füzeteiben jelent meg 1943-ban. Ezt követte az Adatok az aszkorbigén problémájához (A Bolyai Tudományegyetem 1956-os Emlékkönyvében) és Adatok az aszkorbinsav mennyiségi változásáról a növények egyedfejlődése folyamán (Studia Universitatum Babeș et Bolyai 1958), mindkettő Brugovitzky Edittel közösen. Nyomtatásban megjelent munkáinak száma meghaladja a 180 címet, ebből 101 eredeti tudományos dolgozat a Studii și Cercetări de Biologie, Revue Roumaine de Biologie, Contribuții Botanice (Kolozsvár), Acta Biologica Academiae Scientiarum Hungariae, Acta Bolyaiana, Naturwissenschaften című folyóiratokban; ezenkívül 17 egyetemi jegyzet, kézikönyv vagy összefoglaló feldolgozás. Nagyszámú ismertető cikket is írt. Szabadidejében galambtenyésztéssel foglalkozott, több addig ismeretlen fajt és nemet fedezett fel és írt le (Chlamidomonas Peterfiellaalata, Chloropaeoclonium lacustre stb.); a tudományosan űzött galambtenyésztés terén nemzetközi szaktekintélyt szerzett, a fajtákat ábrázoló fényképgyűjteménye egyedülálló. Mintegy 5000 példányt számláló lepkegyűjteménye a kolozsvári egyetem Állattani Múzeumába került, s Rákosy László dolgozta fel a Studia Universitatis Babeș-Bolyai 1987-es Biologia-számában.

## Kötetei
- A növények növekedésének és fejlődésének élettani alapjai (1954)
- A növények táplálkozása (1956)
- Manual de fiziologia plantelor (társszerzőkkel, I. 1957. II. 1960)
- A házi galamb és tenyésztése (1961, bővített kiadás 1970, románul 1963, 1970; lengyelül Varsó, 1977)
- A növények életfolyamatai (Brugovitzky Edittel, Kolozsvár 1977)
- Az algák biológiája és gyakorlati jelentősége (1977)

Társszerzője a Pomologia R. P. R. I–III. (1963–-64) című és a Tratat de algologie I–III. (1976–78) című kézikönyveknek; a Dicționar enciclopedic român I-IV. (1963–66) és a Dicționar etnobotanic (1968) munkatársa.